# Aleksander Gulkowski
Aleksander Józef Gulkowski (ur. 7 października 1890, zm. 1959) – major dyplomowany kawalerii Wojska Polskiego.

## Życiorys
Aleksander Józef Gulkowski urodził się 7 października 1890 roku. Służył w Pułku Ułanów Obrony Krajowej Nr 5 w Stockerau, który w 1917 roku został przemianowany na 5 pułk strzelców konnych. 1 listopada 1917 roku został mianowany rotmistrzem. 
27 sierpnia 1920 roku został zatwierdzony z dniem 1 kwietnia 1920 roku w stopniu rotmistrza, w kawalerii, w grupie oficerów byłej armii austro-węgierskiej. Pełnił wówczas służbę w 9 pułku Ułanów Małopolskich. W następnym roku pełnił służbę w 7 pułku strzelców konnych wielkopolskich. 3 maja 1922 roku został zweryfikowany w stopniu majora ze starszeństwem z dniem 1 czerwca 1919 roku i 88. lokatą w korpusie oficerów jazdy (od 1924 roku – kawalerii), a jego oddziałem macierzystym był nadal 7 pułk strzelców konnych wielkopolskich. W 1924 roku pełnił służbę w Oddziale Szkolnym Centralnej Szkoły Kawalerii w Grudziądzu, pozostając oficerem nadetatowym 7 psk. 23 października 1925 roku został przeniesiony do 2 pułku Szwoleżerów Rokitniańskich w Bielsku na stanowisko pełniącego obowiązki zastępcy dowódcy pułku. W grudniu 1926 został przeniesiony do 27 pułku ułanów w Nieświeżu na stanowisko kwatermistrza, a w maju 1927 przeniesiony do 2 pułku strzelców konnych w Hrubieszowie na stanowisko zastępcy dowódcy pułku. 
23 grudnia 1927 roku został „powołany do składania egzaminu przedwstępnego do Wyższej Szkoły Wojennej w Paryżu (École Supérieure du Génie)”, w dniach 9–14 stycznia 1928 roku, w gmachu Wyższej Szkoły Wojennej w Warszawie. W czasie egzaminu nie uzyskał pomyślnego wyniku, ale 27 marca 1928 roku został „powołany do składania egzaminu wstępnego do Wyższej Szkoły Wojennej na kurs normalny 1928/30”, w dniach 10–11 kwietnia oraz 8–9 maja 1928 roku. 2 listopada 1928 roku został przydzielony macierzyście do kadry oficerów kawalerii i powołany na kurs normalny 1928/30 Wyższej Szkoły Wojennej w Warszawie. 
1 listopada 1930 roku, po ukończeniu kursu i uzyskaniu dyplomu naukowego oficera dyplomowanego, został przydzielony do Dowództwa Okręgu Korpusu Nr VIII w Toruniu. Następnie pełnił funkcję delegata Sztabu Głównego przy Dyrekcji Robót Publicznych w Toruniu. 23 grudnia 1931 roku został zwolniony z zajmowanego stanowiska i pozostawiony bez przynależności służbowej z równoczesnym przeniesiony do dyspozycji dowódcy Okręgu Korpusu Nr VIII w Toruniu. Z dniem 30 czerwca 1932 roku został przeniesiony w stan spoczynku. Był wówczas jedynym majorem kawalerii w służbie czynnej posiadającym starszeństwo z dniem 1 czerwca 1919 roku. Przeniesienie w stan spoczynku nastąpiło na skutek „stwierdzonej przez komisję superrewizyjną utraty zdolności fizycznej”. Pozostawał w ewidencji Powiatowej Komendy Uzupełnień Warszawa Miasto III. Posiadał przydział do Oficerskiej Kadry Okręgowej Nr I. Był wówczas „przewidziany do użycia w czasie wojny”.
1 stycznia 1934 roku był tłumaczem przysięgłym języka francuskiego i niemieckiego z siedzibą w Warszawie przy ulicy Złotej 57/22. Pięć lat później mieszkał w Warszawie przy ulicy Miodowej 6. W trakcie wojny przedostał się do Londynu przez Węgry. Po wojnie mieszkał w Londynie przy ulicy 116 Mortlake Road, Kew Gardens, Surrey. Był dyrektorem Ogniska Polskiego. Zmarł w 1959 r.

## Ordery i odznaczenia
- Srebrny Krzyż Zasługi (8 sierpnia 1925)[25]
- Medal Zwycięstwa („Médaille Interalliée”)
- Srebrny Medal Zasługi Wojskowej na czerwonej wstążce Krzyża Zasługi Wojskowej z mieczami (Austro-Węgry)
- Brązowy Medal Zasługi Wojskowej na czerwonej wstążce Krzyża Zasługi Wojskowej z mieczami (Austro-Węgry)